# Distrito Escolar Independiente de Beaumont
El Distrito Escolar Independiente de Beaumont (Beaumont Independent School District) es un distrito escolar de Texas. 

## Ubicación
Tiene su sede en Beaumont. El consejo escolar del distrito tiene un presidente, un vicepresidente, un secretario, y cuatro miembros. Dr. Carrol A. Thomas es el superintendente de las escuelas.

## Escuelas
Escuelas preparatorias:
- Central High School
- Clifton J. Ozen High School
- West Brook High School